# Croix du Mérite de guerre (Lippe)
Pour les articles homonymes, voir Croix du Mérite de guerre.
La Croix du Mérite de guerre est créé le 8 décembre 1914 par le prince Léopold IV de Lippe et peut être décerné à toutes les personnes qui, par bravoure ou réalisations spéciales dans la guerre, ou par services acquis à la maison pour les intérêts de l'armée notamment les services aux troupes, soins aux blessés, activités officielles ou privées favorisant le succès militaire.
Fabriquée en bronze à canon, la croix a la forme de la croix de fer. Au centre se trouve la rose de Lippe (de) entourée d'une couronne de laurier. Sur le bras supérieur de la croix un grand L surmonté de la couronne princière (de), dans le bras inférieur de la croix l'année 1914. Au dos dans les bras de la croix l'inscription (de haut en bas) FÜR AUSZEICHNUNG IM KRIEGE.
Pour les services de guerre, le ruban est jaune doré avec une bande latérale rouge et blanche, pour le service à domicile, il est blanc avec des bandes latérales rouges et jaune doré.
Avec l'abdication du prince Léopold IV le 11 novembre 1918, l'ordre n'est plus décernée.